# Stefano Tamburini
Stefano Tamburini (Roma, Itália, 18 de agosto de 1955 - Roma, Itália, abril de 1986) foi um quadrinista italiano. Ele criou diversas revistas alternativas importantes dos quadrinhos italianos, como Combinazioni (1974), Cannibale (1977) e Frigidaire (1980).
Junto com o desenhista Tanino Liberatore, criou o personagem RanXerox, que ganhou o prêmio Alfred Presse no Festival de Angoulême em 1983. O personagem também foi publicado no Brasil em 1988 (pela editora VHD Diffusion) e em 2010 pela Conrad Editora.
Tamburini foi encontrado morto por overdose em seu apartamento, em Roma, no mês de abril de 1986. Não se sabe a data certa em que a morte ocorreu.